# Синкопа изазвана гутањем
Синкопа изазвана гутањем (СИГ) или синдром пролазног губитка свести изазван гутањем релативно је редак поремећај или вагално посредован губитак свести изазвана гутањем. СИГ се  може јавити у свим старосним групама и, када се дијагностикује, може се лечити. Случајеви СИГ су такође пријављени и код животиња.

## Епидемиологија
Од првог пријављеног случаја СИГ од стране Спенса 1773. године, до сада је у литератури описано око 80 случајева синкопе изазвана гутањем.

## Етиологија
Синкопа изазвана гутањем је обично узрокована ваговагалним рефлексима ( горњим гастроинтестиналним и срчаним ваговагалним рефлексом) иницираних гутањем, што доводи до инхибиције проводног система срца  и брзог надимања желуца. 
У најчешће поремећајима једњака који утичу на аферентни део ваговагалног рефлекса,спадају поремећаје као што су:
- хијатална кила,
- гастроезофагеални рефлукс,
- дифузни грч једњака,
- карцином једњака,
- стезање једњака,
- хипертензивни перисталтички таласи,
- ахалазија,
- дивертикулоза једњака.

Како се СИГ често сматра једном од бројних неуронски посредованих, „ситуационих“ синкопа он спада у оне синкопе које се јављају након мокрења, дефекације, кашљања или, ретко, смеха ( 28 ). 

## Патофизиологија
Вагални рефлекс игра главну улогу, јер је предтретман атропином ефикасан у превенцији брадикардије и синкопе код значајног броја пацијената. Претпоставља се да уобичајена инервација једњака и срца вагусним нервом игра важну улогу у СИГ. Механорецептори у једњаку, који се активирају истезањем, могу играти важну улогу. Осећају дистензију и шаљу сигнале дуж езофагеалног плексуса преко вагусног нерва до можданог стабла. Еферентни импулси из можданог стабла стижу до синоатријалног (СА) чвора преко десног вагусног нерва и АВ чвора преко левог вагусног нерва. Еферентни сигнали доводе до различитих врста пароксизмалних брадијаритмија и привременог смањења минутног волумена срца, што доводи до церебралне хипоперфузије и можда до синкопе. 
Други су приметили да се синкопа изазвана гутањем може јавити чак и у одсуству брадикардије, јер повећана аферентна вагална стимулација може довести до синкопе преко симпатичког повлачења, што резултује периферном вазодилатацијом и хипотензијом. Иако су примећене друге аритмије као што су синусна брадикардија, синоатријални блок и потпуна атријална и вентрикуларна асистола, АВ блок је најчешће пријављиван. Пароксизмална атријална фибрилација такође може бити повезана са синкопом при гутању.
Иако је у већини случајева постојала основна абнормалност у езофагусном или срчаном проводном систему, пријављени су и случајеви без икаквих абнормалности једњака или срца.

## Клиничка слика
Синкопа изазвана гутањем може се појавити у року од 3 до 5 секунди након гутања. Многи напади резултују само пресинкопом, са повезаним визуелним затамњењем, тунелским видом итд.
Синкопу изазвану гутањем често изазивају течности, посебно хладна газирана пића.

## Дијагноза
Дијагноза синкопе изазване гутањем захтева пажљиво откривање временског односа између гутања течности или чврсте хране и вртоглавице и синкопе. Треба покушати провокативно тестирање са различитим врстама течне и чврсте хране. Пошто поремећаји једњака могу бити повезани са већином случајева синкопе гутања, предложено је даље истраживање како би се искључила могућа структурна или функционална патологија једњака. Ехокардиограм и ЕКГ у мировању и амбуланти треба урадити да би се искључила било каква кардијална патологија.

## Диференцијална дијагноза
Синкопа изазвана гутањем  може се помешати са епилепсијом, посебно зато што синкопални напади могу бити повезани са секундарним аритмичним конвулзивним трзајима екстремитета (или конвулзивном синкопом).

## Терапија
Лечење синкопе при гутању укључује повлачење свих лекова који могу изазвати кашњење у срчаној проводљивости и неодговарајућу вазодепресију.
Избегавање газираних течности или других агенаса повезаних са симптомима, као и модификација понашања ради промене навика у исхрани, може бити успешно код пацијената са ретким епизодама синкопе.
Различити антихолинергички лекови као што су атропин, скополамин и пропантелин су коришћени за спречавање брадијаритмија блокирањем вагалне проводљивости. 
Симпатомиметици као што су адреналин и изопреналин су коришћени за директно повећање вентрикуларне фреквенције; међутим, резултати су били недоследни и ограничени нежељеним ефектима.
Бета-блокатори могу бити ефикасни код пажљиво одабраних пацијената. 
У одговарајућем клиничком окружењу треба покушати исправљање било које основне патологије једњака. Стално постављање пејсмејкера је обично ефикасно код пацијената код којих су брадијаритмије главни узрок синкопе.